# Qudian
Qudian Inc. ist ein chinesisches Technologieunternehmen mit Sitz in Xiamen. Qudian ist spezialisiert auf die Verbesserung der Online-Konsumentenfinanzierungserfahrung in China.

## Geschichte
Qudian wurde im März 2014 als Beijing Happy Time von Min Luo gegründet. Damals war das Geschäftsmodell darauf aufgebaut, Studenten in ganz China Waren- und Bargeldkredite zu gewähren.
Im November 2015 hat das Unternehmen seinen Fokus auf eine breitere Zielgruppe junger Verbraucher verlagert.
Am 16. November 2016 wurde dann Qudian Inc. gegründet. Seitdem bietet Qudian Kreditprodukte digital an.
2017 stieg Qudian dann auch in die Autofinanzierungsbranche unter der Marke Dabai Auto ein.
Im zweiten Quartal 2019 begann Qudian dann, Autofinanzierungsprodukte abzubauen und sich auf den Bereich der Konsumentenfinanzierung zu konzentrieren.

## Unternehmen

### Leitung
Min Luo, Gründer und CEO
Gao Yan, Präsident für Finanzen
Sissi Zhu, Präsidentin für Investor Relations
Yang Binbin, Präsident für Öffentlichkeitsarbeit
Lianzhu Lv, Leiter für Nutzererfahrung
Quelle finance.yahoo.com:

### Geschäftszahlen
Im Jahr 2019 erwirtschaftete das Unternehmen einen Umsatz von 1,27 Mrd. US-Dollar. Das entsprach einer Steigerung von mehr als 400 % gegenüber dem Geschäftsjahr des Börsengangs mit 213 Mio. $ Umsatz.
| Jahr | Umsatz | Gewinn | Bilanzsumme | Mitarbeiter |
| ---- | ------ | ------ | ----------- | ----------- |
| 2016 | 213    | 85     | 1050        | 1014        |
| 2017 | 734    | 333    | 2979        | 1614        |
| 2018 | 1119   | 362    | 2364        | 1154        |
| 2019 | 1270   | 469    | 2637        | 947         |